# هاري ليدر
هاري ليدر هو فلاح وسياسي كندي، ولد في 10 مارس 1880، وتوفي في 9 مايو 1946. حزبياً، نشط في الحزب الليبرالي الكندي. وقد انتخب عضو مجلس العموم الكندي.